# Росішка (річка)
Росішка — річка в Україні, в Тетіївській міській громаді Білоцерківського району Київської області. Права притока Роськи.

## Опис
Бере початок на південній околиці села Голодьки. Протікає селами Голодьки, Росішки та містом Тетіїв і впадає у Роську біля автомобільного мосту на трасі Біла Церква — Тетіїв — Оратів.
На річці влаштовано численні ставки (загалом 8). Має 8 приток — 3 ліві у Голодьках, 3 праві та 1 ліву у Росішках та ще 1 між Росішками та Тетієвом. Усі притоки безіменні.

## Галерея

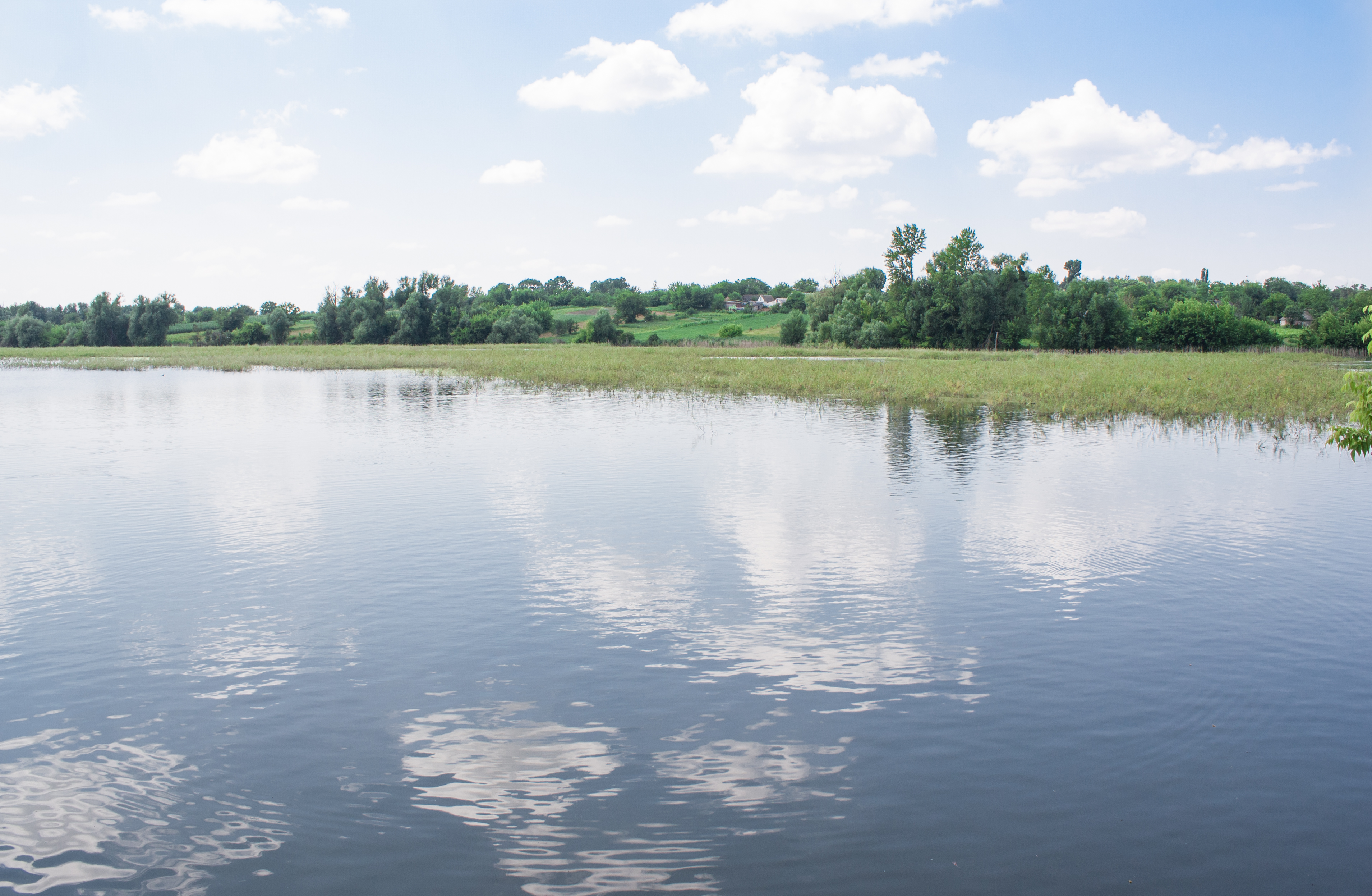
Ставок на річці в селі Голодьки
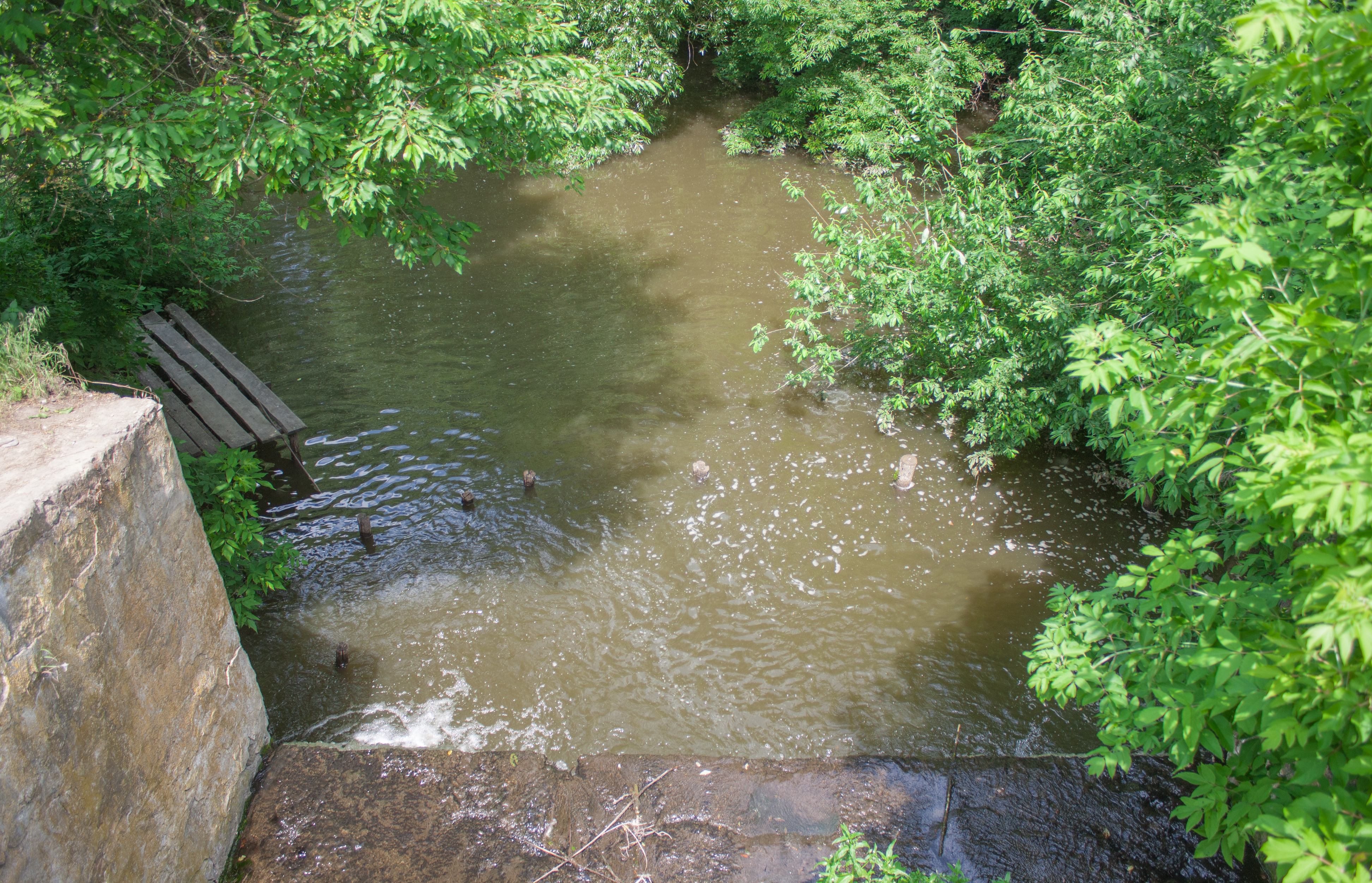
Річка в селі Росішки